# A Formação da Classe Operária Inglesa
A Formação da Classe Operária Inglesa é uma obra, dividida em três volumes, escrita pelo historiador britânico Edward Palmer Thompson e é ainda, no contexto da tradição marxista, considerado um clássico da historiografia de movimentos sociais das classes trabalhadoras. O primeiro volume é intitulado a A árvore da liberdade. O volume dois é A maldição de Adão. O volume três é intitulado A força dos trabalhadores.